# Risto Siilasmaa
 (juin 2017).
Si vous disposez d'ouvrages ou d'articles de référence ou si vous connaissez des sites web de qualité traitant du thème abordé ici, merci de compléter l'article en donnant les références utiles à sa vérifiabilité et en les liant à la section « Notes et références ».
Risto Kalevi Siilasmaa, né le 17 avril 1966 en Finlande, est le président, fondateur et ancien PDG de F-Secure Corporation (anciennement Data Fellows), une société de logiciels de sécurité antivirus et informatique basée à Helsinki.
Il est également le plus grand actionnaire de F-Secure, possédant environ 40 % de l'entreprise. Membre du conseil d'administration de Nokia depuis 2008, il est son président à partir de 2012, et a été le PDG intérimaire de Nokia du 3 septembre 2013 au 29 avril 2014.

## Biographie
Après avoir été nommé président de Nokia à la mi-2012, il a dirigé l'entreprise dans l'une des transformations les plus importantes de l'entreprise. Grâce à trois transactions qu'il a négociées - l'achat de la propriété complète de NSN, la vente de l'entreprise de portables à Microsoft et l'acquisition annoncée en 2015 d'Alcatel-Lucent - Nokia est passée d'un candidat à la faillite à un leader mondial de la technologie. Cela se reflète dans la valeur de Nokia qui a quintuplé sur environ deux ans. Encore plus révélateur, la valeur de l'entreprise est passée d'un minimum de moins de 1,5 milliard d'euros peu de temps après que Siilasmaa a commencé comme président à plus de 20 milliards d'euros au début de 2015.
La transformation de Nokia a également inclus Risto  Siilasmaa renouvelant le conseil et la gestion. En fait, seule la société CFO Timo Ihamuotila est partie de la phase précédente de l'entreprise. Risto Siilasmaa a souvent déclaré que tous les atomes de Nokia ont été modifiés, mais l'esprit de l'entreprise de 150 ans est toujours présent.
Risto Siilasmaa est également connu comme business angel, il investit dans plusieurs start-ups technologiques telles que Frosmo, Enevo et Wolt, et servir dans leurs conseils d'administration. Dans ses investissements, il a déclaré qu'il était parfois « motivé par des valeurs humaines et non par des rendements maximum ».

## Distinctions
- Commandeur de 1re classe de l'ordre de la Rose blanche de Finlande

## Autres responsabilités

### Conseils d'administration
- Efecte, Membre du Conseil d'administration (2008-)
- Ekahau, Président du Conseil d'administration (2007-)
- Elisa, Membre du Conseil d'administration (2008–2012)

### Organismes à but non lucratifs
- Confédération des industries finlandaises (EK), Vice Président du Conseil d'administration[1]
- Table ronde des industriels européens (ERT), Member[2]
- Université technologique d'Helsinki, Membre du Conseil d'administration
- SITRA (Sitra), Membre du Conseil de la recherche